# ПК Транспортні системи
ПК Транспортні системи або ПК ТС — російська компанія, що спеціалізується на виробництві транспортних засобів для міських мереж громадського транспорту: трамваїв, тролейбусів та електробусів.
Станом на 2020 рік виробничими майданчиками компанії є: Тверський механічний завод електротранспорту, (власне виробництво на території колишнього Центросвармашу), Невський завод електричного транспорту (розташований на орендованих площах Жовтневого електровагоноремонтного заводу) та Енгельський завод електричного транспорту (розташований на орендованій території колишнього заводу «Тролза»).

## Історія
Компанію заснував Фелікс Винокур в 2013 році, вийшовши зі складу засновників ТОВ «Торговий дім Усть-Катавський вагонобудівний завод»
.
Винокур запросив на роботу головного інженера УКВЗ та викупив конструкторську документацію на візок для нового трамвайного вагона.
На основі напрацювань компанія Вінокура на орендованих потужностях Тверського вагонобудівного заводу в 2014 році запустила виробництво трамвая 71-911 City Star, трохи пізніше — трамвая Витязь, який здобув в 2015 році сертифікат на промислове виробництво
.

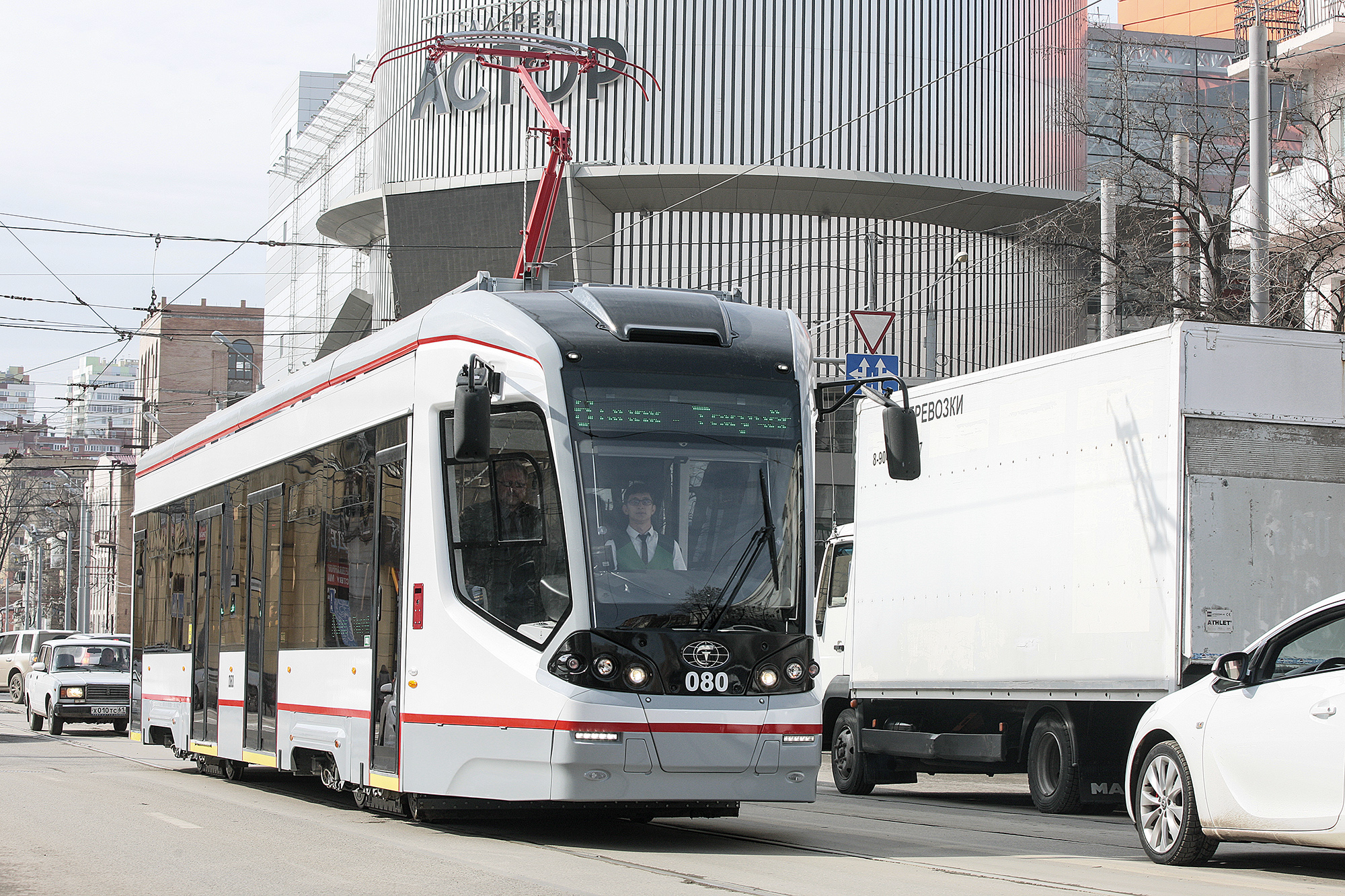
71-911 «City Star»

У квітні 2017 року керівництво компанії заявило про готовність взяти в концесію трамвайну мережу Твері, обіцяючи вкласти у розвиток тверського трамваю за десять років 6 млрд рублів

На початку 2018 року компанія розпочала будівництво заводу з виробництва алюмінієвих кузовів для трамвайних вагонів на Тверському механічному заводі електротранспорту, відокремленому підрозділі ПК ТЗ.
Вартість нового заводу, за даними 2019 року, склала один мільярд рублів

В 2020 завод розпочав виробництво трамвая з кузовом з алюмінієвого сплаву
.
У березні 2018 року Фелікс Винокур підписав угоду з керівниками Саратова та Саратовської області про модернізацію трамвайного руху та створення швидкісних трамвайних ліній у Саратові

У травні 2018 року компанія перенесла складання трамвайних вагонів із Твері до Санкт-Петербурга, створивши там відокремлений підрозділ «Невський завод електричного транспорту», взявши в оренду приміщення Жовтневого електровагоноремонтного заводу

ПК ТЗ орендувала приміщення заводу на вулиці Сєдова за 1 млрд 183,36 млн рублів

У листопаді 2018 року керівництво «ПК Транспортні системи» запропонувало укласти концесійну угоду на 30 років щодо створення «легкого метро» у Новокузнецьку за 10 млрд рублів

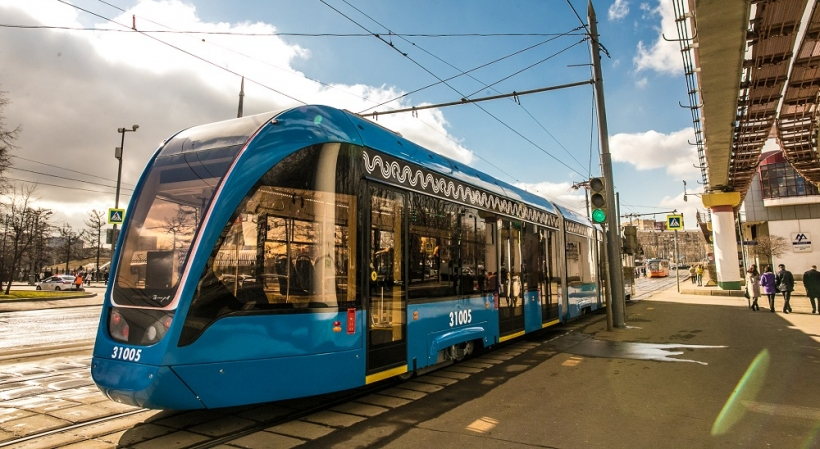
71-931 «Витязь»

У грудні 2019 року компанія взяла в оренду декілька майданчиків колишнього заводу «Тролза» в Енгельсі, де функціонував відокремлений підрозділ «ПК Транспортні Системи» — Енгельський завод електричного транспорту

Сплата 11 місячної орендної плати дозволила «Тролза» сплатити борги по зарплаті

У завод в Енгельсі «ПК Транспортні системи» інвестувала 300 млн рублів

Тоді ж у Енгельсі розпочався серійний випуск низькопідлогових тролейбусів «Адмірал» зі збільшеним автономним ходом
.

## Продукція

### Колісний транспорт
| Назва                                   | Початок виробництва | Кількість побудовано | Довжина (мм) | Ширина (мм) | Місць для сидіння | Пасажиромісткість | Фото | Примітки                           |
| --------------------------------------- | ------------------- | -------------------- | ------------ | ----------- | ----------------- | ----------------- | ---- | ---------------------------------- |
| Pioneer-6218                            | 2018                | 1                    | 11 715       | 2500        | 29                | 85                |      |                                    |
| Pioneer-6245                            | 2021                | 1                    |              |             |                   |                   |      | Згорів через замикання акумулятора |
| PKTS-6281.00 «Адмірал»                  | 2015                | 202                  | 12 920       | 2500        | 25                | 100               |      |                                    |
| PKTS-6281.01 «Адмірал» («Адмірал» 2020) | 2019                | 27                   | 12 375       | 2500        | 30                | 96                |      |                                    |

### Трамваї
| Серія           | Марка                       | Початок виробництва | Кількість побудовано | Довжина (мм) | Ширина (мм) | Місць для сидіння | Пасажиромісткість | Photo |
| --------------- | --------------------------- | ------------------- | -------------------- | ------------ | ----------- | ----------------- | ----------------- | ----- |
| 71-931 «Витязь» | 71-931М «Витязь-М»          |                     | 432                  | 27 500       | 2500        | 60                | 185-265           |       |
| 71-931 «Витязь» | 71-931AM «Витязь-Ленінград» | 2021                | 2                    |              |             |                   |                   |       |
| 71-931 «Витязь» | 71-931 «Витязь»             |                     | 11                   | 27 000       | 2500        | 53                | 220-320           |       |
| 71-922 «Варяг»  | 71-922 «Варяг»              | 2016                | 1                    | 21 420       | 2500        | 38                | 123-196           |       |
| 71-921 «Корсар» | 71-921 «Корсар»             | 2020                | 1                    | 20500        | 2300        |                   | 122-177           |       |
| 71-923          | 71-923 «Богатир»            |                     | 3                    | 19 000       | 2500        | 34                | 131-184           |       |
| 71-923          | 71-923М «Богатир-М»         | 2019                | 12                   | 19 405       | 2500        | 45                | 138-193           |       |
| 71-911          | 71-911 «City Star»          | 2014                | 15                   | 16 500       | 2500        | 33                | 119-170           |       |
| 71-911          | 71-911E «City Star»         | 2016                | 36                   |              |             |                   |                   |       |
| 71-911          | 71-911ЕМ «Левеня»           | 2018                | 113                  | 16 700       | 2500        | 34                | 111-155           |       |
| 71-934          | 71-934 «Лев»                | 2018                | 1                    | 34 700       | 2500        | 70                | 265-382           |       |